# Sedimente und Sedimentgesteine

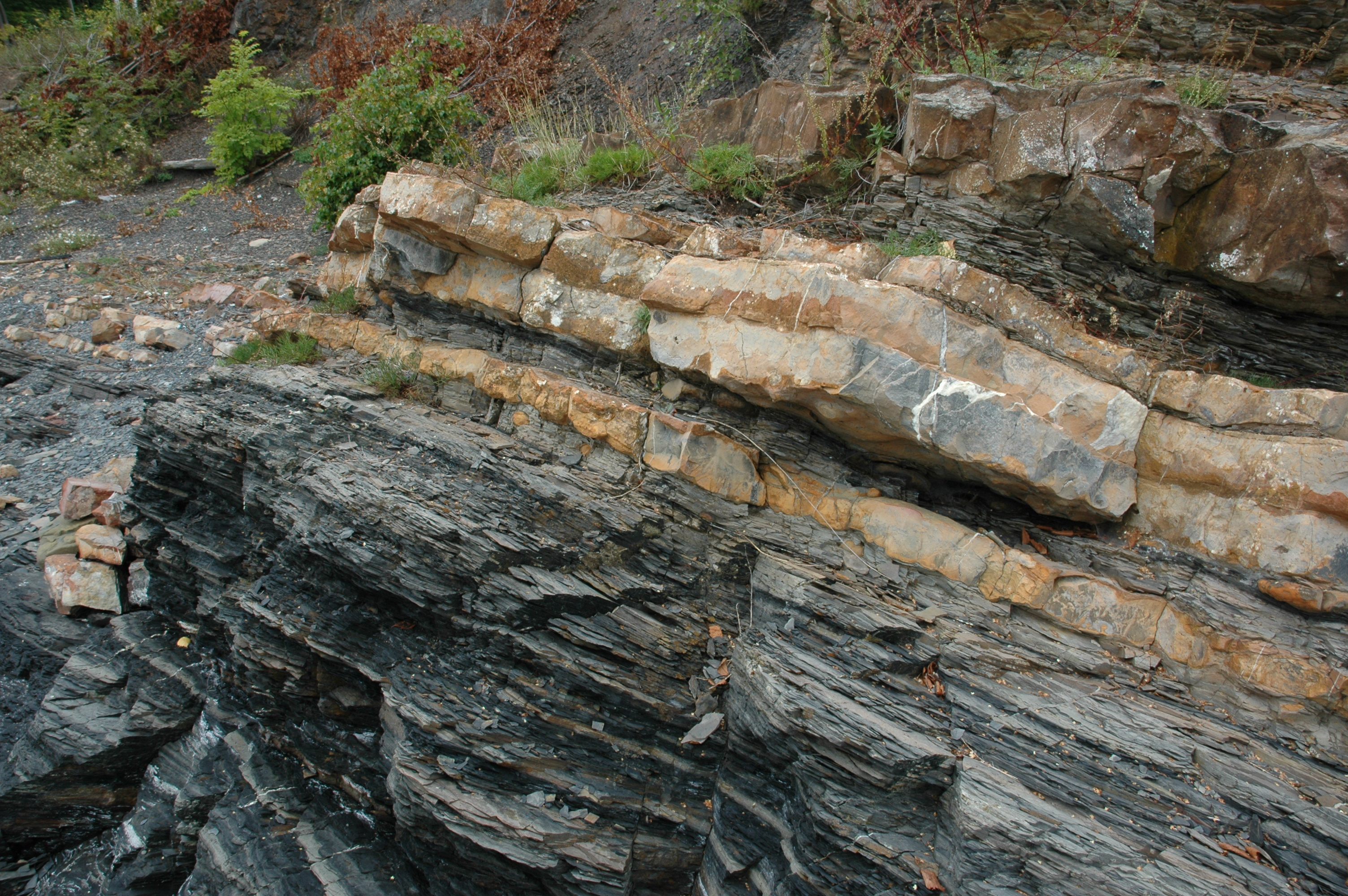
Wechsellagerung von dunklen Tonsteinen und helleren, gelblich bis bräunlich angewitterten Kalksteinen, Oslograben (Ceratopyge-Serie, Unterordovizium)

Sedimente (Einzahl: Das Sediment) im geowissenschaftlichen Sinn sind verschiedene mineralische (anorganische) und/oder organische Lockermaterialien, die – nach einem kürzeren oder längeren Transport durch Schwerkraft oder ein strömendes Medium – auf dem trockenen Land oder am Grund eines Gewässers abgelagert werden (akkumulieren). Sedimentgesteine, Ablagerungsgesteine oder Schichtgesteine sind mehr oder weniger feste Gesteine, die im Laufe geologischer Zeiträume aus solchen Sedimenten durch Diagenese hervorgegangen sind. Sedimente und Sedimentgesteine werden in klastische, biogene und chemische Sedimente untergliedert.

## Bildung

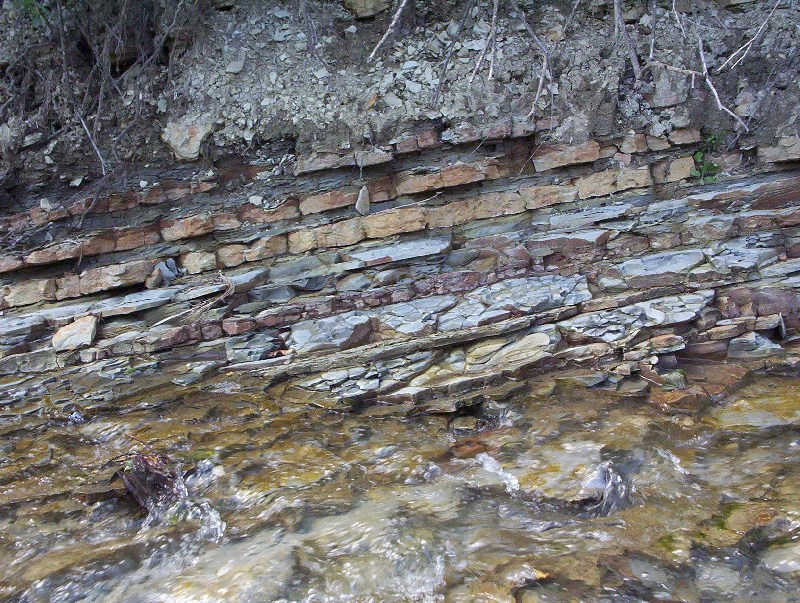
Wechsellagerung von Sandsteinen und Tonsteinen im kretazisch-paläogenen Flysch der Niederen Beskiden (auf polnischer Seite)

Sedimentgesteine gehen durch Diagenese aus Lockersedimenten hervor. Dabei kommt es durch Zunahme des lithostatischen Drucks infolge der weiteren Überlagerung mit Sediment bei fortschreitender Sedimentation zur Entwässerung und Kompression der älteren, darunterliegenden Sedimentschichten. Nicht selten wird im weiteren Verlauf der Diagenese aus dem verbliebenen Porenwasser ein Zement ausgefällt, was schließlich zur Umwandlung des kompaktierten Sediments in ein Festgestein führt. Dabei kann der ausgefällte Stoff in dem Sediment selbst mobilisiert (z. B. durch Drucklösung an den Kontaktflächen von Mineralkörnern) oder aber aus einem benachbarten Sediment herangeführt worden sein. Ein Sonderfall der Diagenese ist die Inkohlung, bei der sich infolge der Erhöhung von Druck und Temperatur leichtflüchtige Komponenten eines überwiegend organischen Sediments abscheiden, wodurch sich der im Sediment verbleibende, nicht-flüchtige Kohlenstoff passiv anreichert.

## Eigenschaften
Sedimente haben eine Schichtung. Eine Schichtfläche, die Grenzfläche zweier übereinanderliegender Schichten, ist dabei gleichbedeutend mit der ehemaligen Sedimentoberfläche, was, je nach Ablagerungsraum, die Erdoberfläche, der Meeresboden oder der Grund eines Flusses oder Sees gewesen sein kann. Eine Schichtung kann auch nachträglich während der Diagenese entstehen. Verwechselt wird Schichtung manchmal mit Schieferung, die jedoch nicht auf Ablagerung, sondern auf tektonische Deformation (Faltung) oder Metamorphose zurückgeht und somit kein primäres Merkmal von Sedimentgesteinen, sondern von metamorphen Gesteinen ist.
Von einer Schichtfolge spricht man, wenn das entstandene Aufschlussprofil mehrere unterschiedliche Gesteine in ihrer natürlichen Lagerung erkennen lässt (vergleiche auch die Bänderung von metamorphem Gestein).
Sedimentgesteine sind die einzigen Gesteine, die Fossilien enthalten können. Auch war die Einwirkung von hohem Druck oder hoher Temperatur bei Sedimentgesteinen während ihrer gesamten geologischen Geschichte nicht gegeben (andernfalls spricht man, je nach Grad der Einwirkung und der damit verbundenen Veränderung des Gesteins, von Metasedimenten oder Paragneisen).
Die sedimentbildenden Prozesse werden durch die Wirkungen der Erdatmosphäre, der Hydrosphäre und der Biosphäre auf die Oberfläche des festen Erdkörpers beeinflusst. Das Sediment wird dabei von den Bedingungen geprägt, unter denen es entstanden ist. Alle Umweltbedingungen, welche die Bildung eines Sedimentes hervorrufen oder beeinflussen, werden unter dem Begriff Milieu zusammengefasst, und die daraus resultierenden Sedimenteigenschaften (u. a. Korngröße, Kornminerale, Farbe, Fossilinhalt) bezeichnet man als sedimentäre Fazies. Milieu und Fazies sind charakteristisch für verschiedene Sedimentationsräume, und in der Praxis wird der Begriff Fazies oft mit einem bestimmten Ablagerungsraum gleichgesetzt (z. B. Tiefseefazies oder fluviatile Fazies).

## Einteilung

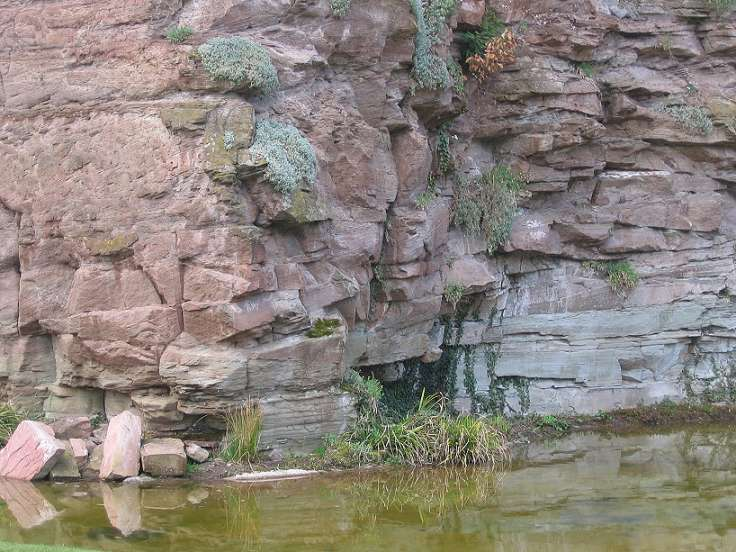
Sandstein im Killesbergpark, Stuttgart (Schilfsandstein, Keuper)

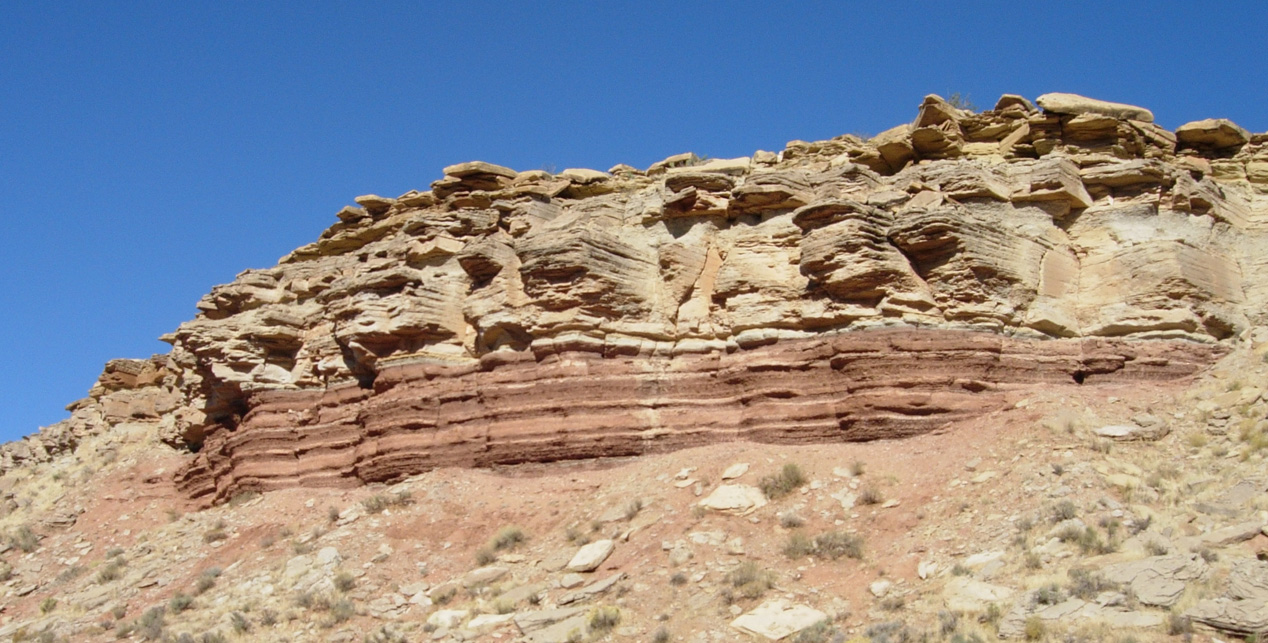
Randmarine Sedimente der Trias von Utah, USA

In der Sedimentologie gibt es verschiedene Möglichkeiten, Sedimente bzw. Sedimentgesteine zu kategorisieren.

### Nach dem Ablagerungsmilieu bzw. -mechanismus
- Marines Sediment: vom Land durch Flüsse, Gletscher, Massenbewegungen oder Wind ins Meer verfrachtetes Gesteinsmaterial lagert sich am Meeresboden in Küstenbereich, auf dem offenen Schelf oder dem Kontinentalhang sowie am Boden der Tiefsee ab oder bildet sich durch die Tätigkeit von im Meer lebenden Organismen (beispielsweise Korallen, Foraminiferen, Diatomeen).
  - Turbidit ist die Bezeichnung für ein tiefmarines Sedimentgestein, das sich aus einem Trübestrom abgesetzt hat
- Fluviatiles Sediment: Fließgewässer lagern das mitgeführte zerkleinerte Gesteinsmaterial je nach Fließgeschwindigkeit in Form von Ton, Schluff, Sand oder Schotter ab.
- Glaziales Sediment: vom Gletschereis transportiertes Gesteinsmaterial lagert sich in Form von Moränen oder Geschiebemergel ab; Einzelblöcke bleiben als Findlinge zurück.
  - Fluvioglaziales Sediment: Schmelzwasser transportiert Gesteinsschutt und Gletschermilch vom Gletscher ab und lagert es in weiten Sanderflächen davor ab.
- Äolisches Sediment: Vom Wind transportierte Partikel lagern sich in Form von Dünen oder Lössdecken ab.
- Limnisches Sediment: In Stillgewässern, vor allem in Seen, lagern sich je nach See feinkörnige oder sehr organische Sedimente, oft als Mudden, ab.
- Pyroklastisches Sediment des Vulkanismus
- Mikrometeoriten bilden auf atmosphärefreien Himmelskörpern mächtige Sedimentschichten, liefern auf der Erde aber nur einen verschwindend kleinen Beitrag zur Bildung von Sedimentgesteinen.

### Nach dem Ursprung

#### Klastische Sedimente
Klastische Sedimentite (von griech. κλαστός klastós „in Stücke gebrochen“), detritische Sedimentite oder auch Trümmergesteine sind Sedimentgesteine, deren Material vorwiegend der mechanischen Zerstörung (oft Verwitterung) anderer Gesteine entstammt (vgl. Detritus (Geologie)). Dabei ist es prinzipiell unerheblich, welcher Gesteinsklasse (Magmatite, Sedimentite, Metamorphite) diese Ausgangsgesteine angehörten. Die geographische Region, in der die Ausgangsgesteine vermutet werden oder in der sie noch heute nachweisbar sind, wird Liefergebiet genannt.
Für die Bruchstücke der klastischen Sedimente sind verschiedene Bezeichnungen in Gebrauch. Sind sie kleiner als 0,002 mm, werden sie als Partikel bezeichnet. Partikel sind so klein, dass sie nicht aus der mechanischen Zerstörung eines Festgesteins hervorgegangen sein können. Stattdessen entstehen sie durch die chemische Umwandlung bestimmter Minerale (z. B. Feldspäte und Glimmer) in Tonminerale oder durch die Erosion von unverfestigtem Material, das bereits in Partikelgröße vorlag.
Sind die Bruchstücke größer als 0,002 mm, werden sie unter dem Oberbegriff Klasten oder Körner zusammengefasst. Jedoch wird die Bezeichnung „Klast“ in der Sedimentpetrographie oft nur für größere, makroskopisch deutlich erkennbare Bruchstücke in einem ansonsten eher feinkörnigen Sedimentgestein benutzt (wobei nicht jedes Gestein, das solche Klasten enthält, zwingend ein klastisches Sediment sein muss). Besonders große Klasten bzw. Körner heißen Gerölle, wenn sie wenigstens schwach abgerundet sind, und Fragmente, wenn sie keinerlei Anzeichen einer Zurundung aufweisen. Die Gesamtmenge der Körner einer bestimmten Korngröße in einem Gestein wird Fraktion genannt. Nach den im Sediment bzw. Sedimentgestein dominierenden Kornfraktionen erfolgt dessen Benennung, beispielsweise als Schotter bzw. Konglomerat, Sand bzw. Sandstein oder Ton bzw. Tonstein (siehe Einteilung nach Korngrößen).
Material und Bindemittel:
Die Mineralkörner und Gesteinsbruchstücke, aus denen die klastischen Sedimentgesteine bestehen, halten mit Hilfe eines primären oder sekundären Bindemittels zusammen.
- Das primäre Bindemittel wird als Matrix bezeichnet und besteht meist entweder aus Tonpartikeln oder aus mikroskopisch kleinen Kalziumkarbonat-Partikeln, die zusammen mit den groberen Sedimentbestandteilen abgelagert werden. Eine bindende Wirkung entfaltet die Matrix jedoch erst, nachdem das Sediment zu einem gewissen Grade entwässert wurde.
- Das sekundäre Bindemittel entsteht erst nach Ablagerung des Sediments durch chemische Ausfällung und wird als Zement bezeichnet. Hierbei kann es sich um kalkigen Zement (Kalziumkarbonat, CaCO3), „kieseligen“ Zement (Siliziumdioxid, SiO2), um sekundäre (authigene) Tonminerale oder auch um Oxide und Hydroxide des Eisens (z. B. Hämatit, Goethit) handeln.

Je nachdem aus welchen Mineralen die Körner und Gesteinsbruchstücke eines klastischen Sedimentgesteins bestehen, lassen sich verschiedene Gruppen und Untergruppen unterscheiden. Beispielsweise
- bestehen Siliziklastika überwiegend aus Silikatmineralen wie Quarz oder Feldspat. Sie sind die weitaus wichtigste Gruppe der klastischen Sedimentite.
- spricht man auch von einer Arkose, wenn ein siliziklastischer Sandstein bedeutende Mengen anderer Minerale als Quarz (vor allem Feldspäte) enthält, bei einem breiten Spektrum an Mineralen und anderen Gesteinsbruchstücken sowie einer aus Glimmer und Tonmineralen bestehenden Matrix von einer Grauwacke.

#### Chemische Sedimente
Chemische Sedimentite entstehen durch die Fällung gelöster Stoffe aus übersättigten Lösungen. Durch Eindampfung entstehen z. B. die Evaporite (Sulfate, wie Gips bzw. Anhydrit, und Halogenide, wie Halit oder Kalisalze). Die Zechstein-Serie in Mitteleuropa ist ein Beispiel für eine Abfolge mit mächtigen Evaporit-Lagern. Auch Karbonate können so entstehen. Sie zählen aber nicht zu den Evaporiten.
Eine andere Möglichkeit für die Ausfällung von Karbonaten ist die Erhöhung der Wassertemperatur (Karbonat löst sich im Gegensatz zu z. B. Halit besser in kaltem als in warmem Wasser). Auf diese Weise bilden sich Quellkalke in Gebieten mit relativ hohem Kalksteinanteil im Untergrund (vgl. auch →Karst).
Die Fällung von Karbonaten kann auch indirekt durch Lebewesen erfolgen. Algen betreiben Photosynthese und entziehen dem Wasser Kohlendioxid. Dies hat zur Folge, dass sich zum Ausgleich Kohlendioxid von im Wasser enthaltenen Hydrogencarbonat-Ionen abspaltet, woraufhin letztgenannte meist mit Kalziumionen nach der Reaktionsgleichung
{\displaystyle {\rm {2\ HCO_{3}^{-}+Ca^{2+}\rightleftarrows CaCO_{3}+CO_{2}+H_{2}O}}}
zu schwerlöslichem Kalziumkarbonat reagieren.

#### Biogene Sedimente

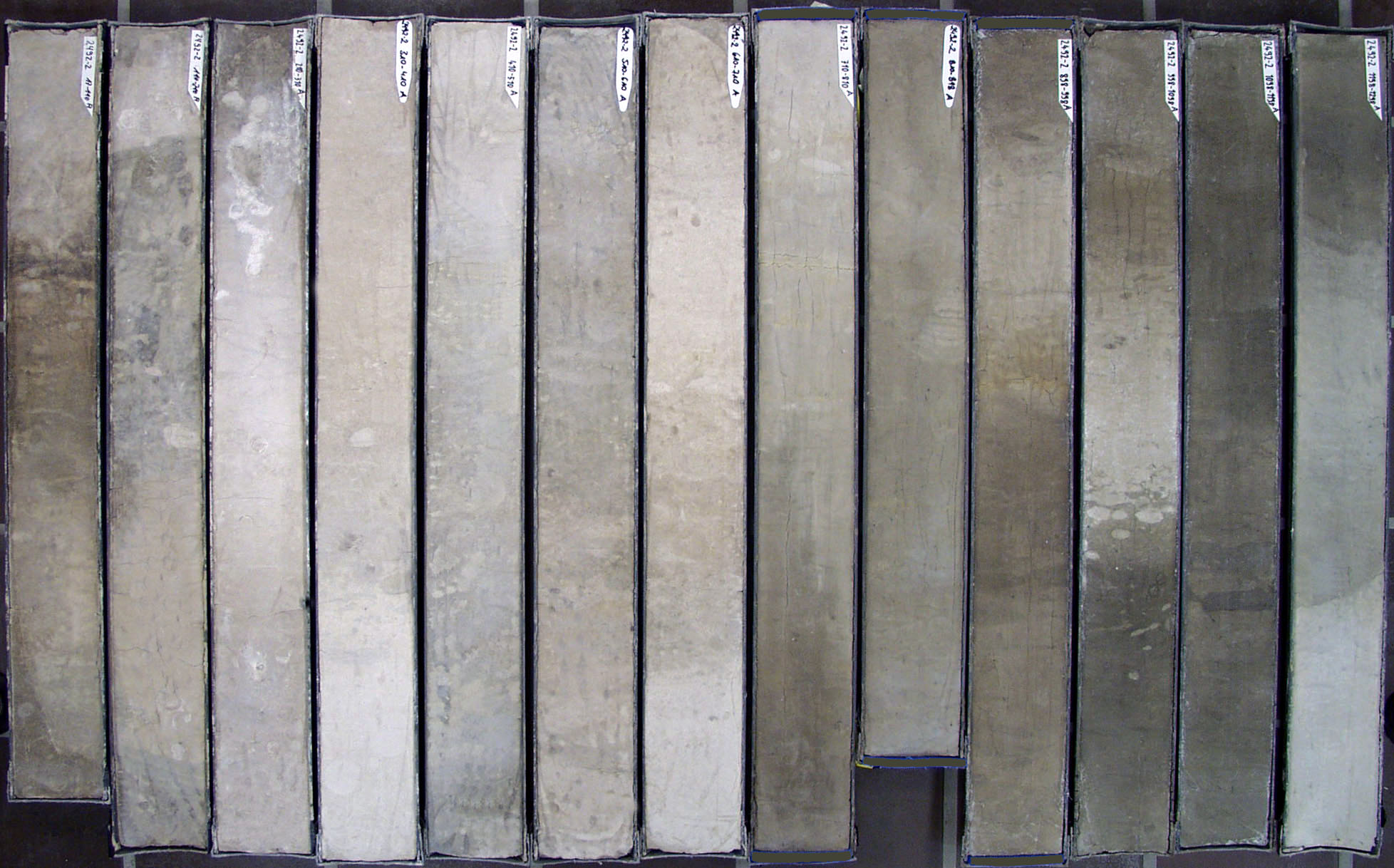
In diesem Sedimentkern aus dem Südatlantik wechseln sich dunkle und helle Bereiche ab, hervorgerufen durch Schwankungen im Gehalt an kalkigen Gehäusen planktonischer Foraminiferen. Die Farbwechsel bzw. Materialunterschiede spiegeln die Klimazyklen des Quartär wider.

Biogene Sedimentite werden durch Aktivitäten lebender Organismen wie auch aus Resten von toten Organismen gebildet. Hierzu gehört die aktive Ausscheidung mineralischer Substanzen (in der Regel Karbonat- oder Phosphatskelette), die sich zu mehr oder weniger mächtigen Sedimentpaketen anhäufen können, wie Riffkalke, Mud Mounds oder Bone beds. Die mächtigen Kalksteinablagerungen der Kreidezeit bestehen oft zu einem großen Teil aus extrem kleinen Kalkskeletten von Algen (→ Nannoplankton). Auch nicht-mineralische Reste abgestorbener Organismen können größere Sedimentkörper bilden, z. B. Torf bzw. Kohle, die durch die Anhäufung und Umwandlung abgestorbener Pflanzenreste entstehen.

#### Rückstandsgesteine
Rückstandsgesteine oder auch Residualgesteine sind keine Sedimentgesteine im eigentlichen Sinn. Sie entstehen durch chemische Verwitterung und repräsentieren den unter den herrschenden Bedingungen chemisch stabilen Rest des Ausgangsgesteins. Typische Residualgesteine  sind Gipshut (z. B. Mitteleuropa) und Saprolith (Tropen). Sekundäre Ausfällung von oxidischen Eisen-, Aluminium- oder Siliziumverbindungen aus wässrigen Verwitterungslösungen im Porenraum von Residualgesteinen und Böden werden bisweilen als chemische Sedimente aufgefasst. Jedoch sind sie, da sie mit unmittelbar vorausgehenden chemischen Verwitterungsprozessen in Zusammenhang stehen, besser als Bodenbildungen anzusprechen (siehe auch Duricrust).

### Nach Korngrößen
Klastische Lockersedimente werden nach der Korngröße der Mehrheit der darin vertretenen Sedimentpartikel als Ton, Schluff (Silt), Sand oder Kies bezeichnet. Wassergesättigte Lockersedimente mit einem überwiegenden Anteil an Korngrößen unterhalb der von Sand werden unter dem Begriff Schlämme zusammengefasst, jedoch ist nicht jeder Schlamm ein klastisches Sediment. Lockersedimente mit groben und sehr groben Korngrößen, wie Kies, Steinen und Blöcken, nennt man bei abgerundeten „Körnern“ Geröll und bei kantigen „Körnern“ Schutt.
Die folgenden Bezeichnungen der aus Lockersedimenten hervorgegangenen Sedimentgesteine richten sich ebenfalls größtenteils nach der jeweils vorherrschenden Korngröße:
- Konglomerat oder Brekzie bei Korngrößen größer als 2 mm. Konglomerate bestehen aus abgerundeten, Brekzien aus kantigen Gesteinstrümmern.
- Sandstein besteht überwiegend aus Körnern der Korngröße 0,063 bis 2 mm.
- Schluffstein (oder Siltstein) besteht überwiegend aus Körnern, die zwischen 0,002 und 0,063 mm groß sind.
- Tonstein enthält überwiegend Partikel, die kleiner als 0,002 mm (2 µm) sind.

Unter diesen Gesteinsnamen werden jedoch vorwiegend siliziklastische Sedimentgesteine verstanden, d. h., sie beinhalten auch eine Aussage zum Material, aus dem die Körner und Partikel bestehen. Ebenfalls vorwiegend auf siliziklastische Gesteine bezieht sich eine ältere Klassifikation, mit den Bezeichnungen Psephit für Gesteine mit großen Korngrößen, Psammit für Gesteine mit mittleren und Pelit für Gesteine mit den kleinsten Korngrößen. Nur der letztgenannte Begriff wird auch heute noch regelmäßig verwendet.
Eine weitere, jedoch neutralere auf die Korngröße bezogene Klassifikation unterscheidet Lutit (kleiner als 2 µm), Siltit, (zwischen 2 µm und 0,063 mm), Arenit (zwischen 0,063 und 2 mm) und Rudit (größer als 2 mm). Sie wird mit dem Zusatz „Kalk-“ bei der Klassifizierung von (klastischen) Karbonatgesteinen verwendet.
| Korngröße                                | klastische Silikatgesteine | klastische Silikatgesteine | klastische Karbonatgesteine | Korngröße                                        |
| ---------------------------------------- | -------------------------- | -------------------------- | --------------------------- | ------------------------------------------------ |
| < 0,02 mm (Ton bis Mittelschluff)        | Pelit                      | Tonstein                   | Lutit                       | < 0,002 mm (Ton)                                 |
| < 0,02 mm (Ton bis Mittelschluff)        | Pelit                      | Schluffstein / Siltstein   | Siltit                      | 0,002 bis 0,063 mm (Feinschluff bis Grobschluff) |
| 0,02 bis 2 mm (Grobschluff bis Grobsand) | Psammit                    | Schluffstein / Siltstein   | Siltit                      | 0,002 bis 0,063 mm (Feinschluff bis Grobschluff) |
| 0,02 bis 2 mm (Grobschluff bis Grobsand) | Psammit                    | Sandstein                  | Arenit                      | 0,063 bis 2 mm (Feinsand bis Grobsand)           |
| > 2 mm (Kies / Konglomerate / Brekzien)  | Psephit                    | Konglomerat / Brekzie      | Rudit                       | > 2 mm (Kies)                                    |

## Bedeutung
Viele Sedimentgesteine werden wirtschaftlich genutzt (z. B. Kalkstein in der Bauindustrie).
In bestimmten Sedimenten können Erdöl und Erdgas entstehen (Erdölmuttergestein), die dann in ein Erdölspeichergestein auswandern (migrieren) können. Stein- und Braunkohle sind ebenfalls Sedimentgesteine von großer (wenngleich schwindender) wirtschaftlicher Bedeutung.
Sedimentgesteine (insbesondere Kalkstein und Dolomit) können große Mengen an Karbonat enthalten, für dessen Bildung Kohlendioxid gebraucht wird. Im Vergleich zu den Atmosphären etwa von Venus oder Mars, wo diese Sedimente nicht oder kaum vorkommen, ist der Anteil von Kohlenstoffdioxid in der Erdatmosphäre deshalb extrem gering.
Das Studium der Sedimentgesteine ermöglicht unter anderem durch die in ihnen enthaltenen Strukturen, Mineralien und Fossilien die Rekonstruktion von Lebensräumen, die vor geologischen Zeiten bestanden haben.